# Nicolaus Crusenius
Fray Nicolaas Creusen, Cruesen o Crusen, O. S. A., latinizado como Nicolaus Crusenius (Maastricht, 1570 - Bohemia, 10 de noviembre de 1629) fue un monje e historiador agustino holandés.

## Biografía
Perteneciente a una familia con no pocos representantes del alto clero, ingresó en el monasterio de Maastrich y luego fue superior en el de Colonia; después fue prefecto de estudios en el de Amberes y de allí fue enviado a Italia, donde obtuvo un doctorado en Pavía. Regresó a los Países Bajos en 1602 y fue visitador apostólico de las abadías norbertinas en Flandes. En 1612 asistió al capítulo general de los canónigos regulares de Windesheim en Tongeren. También trabajaba en Alemania en restablecer el monacato agustino y en visitar las abadías norbertinas. Ocupó el cargo de Prior en Amberes, Maastrich y Bruselas y fue nombrado visitador general de la Orden en Austria y Bohemia. En 1616 estaba en Bruselas, donde erigió el edificio principal de su Universidad. En 1619 el general de su orden lo nombró vicario general de la Orden en Baviera, donde tuvo que reformar los monasterios. En 1620 asistió al Capítulo general de su orden por la provincia de Colonia en Roma. En 1623 fue nombrado visitador general de los monasterios de su orden en Bohemia, Carintia y Estiria. No solo poseyó la confianza de su orden, sino que también consiguió la del emperador Fernando II, quien lo nombró consejero y cronista suyo. En 1624 fue elegido provincial de Bohemia, pero el excesivo trabajo de sus cargos y los demasiados estudios a los que se consagró minaron seriamente su salud, y tras una breve enfermedad falleció en Bohemia el 10 de noviembre de 1629. Moréri dice que falleció en Viena.
Como historiador reconstruyó la historia de los agustinos publicando una obra famosa, el Monasticum o Monasticon Augustinianum (Múnich, 1623), donde se recopila gran cantidad de información sobre los orígenes y el desarrollo de la Orden Agustina en sus ramas masculina y femenina. Una edición vallisoletana de 1890 contiene además las adiciones del P. Iosephus Lanteri (fray Gioseffo Lanteri, 1820-1866), autor también de una Postrema saecula sex religionis Augustinianae / Los últimos seis siglos de la Orden de los Agustinos (Tolentino, 1858).
Menos conocidas son sus Constitutiones Ordinis Fratrum Eremitarum Sancti Augustini Editæ iuxta ejemplar Romanum (Múnich, 1620) y un trabajo sobre la historia de Austria que quedó comenzado e incompleto en el momento de su muerte.

## Obras
- Monasticon Augustinianum in quo omnium ordinum sub regula s. Augustini mimitantium praecipue tamen Eremitarum, Canonicorum regularium, Praemonstratensium Dominicanorum, Servorum B. Mariae, Hieronymianorum, Ambrosianorum, Crucigerorum, Guielmitarum, Trinitiariorum, Brigittinorum, aliorumque fere L., origines atque incrementa tribus partibus explicantur (Munich, 1623).
- Constitutiones Ordinis Fratrum Eremitarum Sancti Augustini Editæ iuxta ejemplar Romanum (Munich, 1620).